# Course de la Paix-Grand Prix Jeseníky
La Course de la Paix-Grand Prix Jeseníky ou localement appelé Závod míru U23-Grand Prix Jeseníky (nommé Course de la Paix espoirs puis Grand Prix Priessnitz spa) est une épreuve cycliste créée en 2013. Elle se déroule sous la forme d'une course à étapes. Elle fait partie de l'UCI Europe Tour en catégorie 2.2U dès sa création en 2013. Depuis 2015, la course fait partie de la Coupe des Nations espoirs en catégorie 2Ncup. Entre 2017 et 2019, la course prend le nom du Grand Prix Priessnitz spa (du nom de son sponsor principal).
L'édition 2020 prévue en juin, est reportée en septembre en raison de la pandémie de Covid-19. La course est renommée Course de la Paix-Grand Prix Jeseníky, soit localement Závod Míru U23-Grand Prix Jeseníky.

## Palmarès
| Année                                 | Vainqueur           | Deuxième            | Troisième            |                  |
| ------------------------------------- | ------------------- | ------------------- | -------------------- | ---------------- |
| Course de la Paix espoirs             |                     |                     |                      |                  |
| 2013                                  | Toms Skujiņš        | Jan Hirt            | Luka Pibernik        |                  |
| 2014                                  | Samuel Spokes       | Bram Van Broekhoven | Bartosz Warchoł      |                  |
| 2015                                  | Gregor Mühlberger   | Loïc Vliegen        | Odd Christian Eiking |                  |
| 2016                                  | David Gaudu         | Tao Geoghegan Hart  | Kilian Frankiny      |                  |
| Grand Prix Priessnitz spa             |                     |                     |                      |                  |
| 2017                                  | Bjorg Lambrecht     | Niklas Eg           | Michal Schlegel      |                  |
| 2018                                  | Tadej Pogačar       | Samuele Battistella | Marc Hirschi         |                  |
| 2019                                  | Andreas Leknessund  | Stefan Bissegger    | Clément Champoussin  |                  |
| Course de la Paix-Grand Prix Jeseníky |                     |                     |                      |                  |
| 2020                                  | annulé/abandonné    | annulé/abandonné    | annulé/abandonné     | annulé/abandonné |
| 2021                                  | Filippo Zana        | Kristjan Hočevar    | Toon Clynhens        |                  |
| 2022                                  | Lennert Van Eetvelt | Rudy Porter         | Mathias Vacek        |                  |
| 2023                                  | Antoine Huby        | Simon Dalby         | Davide De Cassan     |                  |
| 2024                                  | Brieuc Rolland      | Aaron Dockx         | Léo Bisiaux          |                  |